# Nicole Havrda
Nicole Havrda (Courtenay, 24 januari 2006) is een Canadees autocoureur.

## Carrière
Havrda begon haar autosportcarrière in het karting in 2019, waar zij voornamelijk in haar thuisland Canada reed. Zij behaalde podiumfinishes in de West Coast Kart Club, het Rotax Max West Karting Championship en de Western Canadian Karting Final.
In 2022 nam zij deel aan de selectieprocedure van de W Series, maar kwam zij niet door de eerste ronde heen. Tevens kwam zij dat jaar uit in de Indian Racing League, waar zij voor het team Chennai Turbo Riders de auto met Parth Ghorpade deelde. Met 65 punten werd zij elfde in de eindstand. Verder maakte zij haar debuut in het formuleracing in een weekend van de FPUSA-3-klasse van het Formula Pro USA Western Championship.
In 2023 werd Havrda kampioen in de FPUSA-3-klasse van zowel de Formula Pro USA Winter Series als het Formula Pro USA Western Championship. Ook reed zij twee races in de Indian Racing League bij Chennai. Aan het eind van het jaar debuteerde zij in het Formula Regional Americas Championship (FRAC) bij Crosslink Kiwi Motorsport. Zij reed in de races op het New Jersey Motorsports Park en de Virginia International Raceway, waarin drie vijfde plaatsen haar beste race-uitslagen waren.
In 2024 reerd Havrda in een volledig seizoen van het FRAC voor Crosslink Kiwi. Zij stond in totaal vier keer op het podium: tweemaal op Road America en eenmaal op zowel de Indianapolis Motor Speedway en het Circuit of the Americas. Met 139,5 punten werd zij zesde in de eindstand.
In 2025 maakt Havrda haar debuut in de F1 Academy bij Hitech TGR. Daarnaast keert zij terug in het FRAC bij Crosslink Kiwi.